# Scolymia vitiensis
Scolymia vitiensis är en korallart som beskrevs av Bruggemann 1877. Scolymia vitiensis ingår i släktet Scolymia och familjen Mussidae. IUCN kategoriserar arten globalt som nära hotad. Inga underarter finns listade i Catalogue of Life.